# Get Busy
Get Busy è una canzone del cantante giamaicano Sean Paul, pubblicata nel 2003 ed estratta dal suo album Dutty Rock.
Basato su un campionamento della traccia Diwali Riddim del produttore giamaicano Lenky, Get Busy raggiunse la vetta della Billboard Hot 100 per tre settimane consecutive dal 10 maggio 2003, ed ebbe un enorme successo internazionale, raggiungendo anche la posizione numero uno in Italia.

## Video musicale
Il video prodotto per Get Busy (diretto da Little X) è stato girato a Woodbridge (Ontario), nei sobborghi di Toronto e pubblicato nel febbraio 2003. Il video inoltre è stato nominato per due MTV Video Music Awards del 2003 come "miglior video dance" e "miglior nuovo artista".

## Tracce
CD-Maxi Atlantic 7567-88073-2 (Warner) / EAN 0075678807329
1. Get Busy (Album Version) - 3:32
2. Get Busy (Diwali Riddim Instrumental) - 3:22
3. Gimme The Light (2step Moabit Relick Remix) - 3:57
4. Gimme The Light (Nappy Doggout Remix) - 3:51

CD-Single Atlantic 7567-88088-2 (Warner) / EAN 0075678808821
1. Get Busy (Album Version) - 3:32
2. Get Busy (Diwali Riddim Instrumental) - 3:20

## Classifiche
| Classifica (2003) | Posizione massima |
| ----------------- | ----------------- |
| Australia         | 4                 |
| Austria           | 4                 |
| Danimarca         | 4                 |
| Finlandia         | 17                |
| Francia           | 8                 |
| Italia            | 1                 |
| Norvegia          | 2                 |
| Nuova Zelanda     | 19                |
| Paesi Bassi       | 1                 |
| Stati Uniti       | 1                 |
| Svezia            | 4                 |
| Svizzera          | 2                 |

### Classifiche di fine anno
| Italia (2003) | Posizione |
| ------------- | --------- |
| Italia        | 5         |